# 원비샤
원비샤(중국어 정체자: 溫碧霞, 간체자: 温碧霞, 병음: Wēn Bìxiá, 한자음: 온벽하, 광둥어: Wan1 Bik1 ha4 완빅하, 영어: Irene Wan 아이린 완[*], 1966년 7월 30일~)은 홍콩의 배우, 가수이다.

## 작품 목록

### 영화
- 정매자(1982): 아이린 역
- 맹귀출롱(1983)
- 지하정(1986)
- 니키타(1990)

### 텔레비전 드라마
- 화매괴(1992)
- 봉신방(2001)